# Almuradiel
Almuradiel és un municipi de la província de Ciudad Real, a la comunitat autònoma de Castella-La Manxa. El 2020 tenia 761 habitants.

## Situació
Està situat al sud de la província de Ciudad Real, limitant amb Andalusia, i forma part de la comarca de Sierra Morena de Ciudad Real. Dista 74 quilòmetres de la capital provincial i està travessat per l'autovia del Sud, entre els pK 231 i 243. En les proximitats de la vila s'inicia el pas de Despeñaperros, gola formada pel riu homònim.
El relleu del terme municipal és irregular i muntanyós, amb altituds que oscil·len entre els 690 metres al costat dels rius i els 952 metres de les zones més elevades de la serra de Sotillo, a sud-est. Són nombrosos els rierols que discorren entre les elevacions del territori, a més del riu Magaña, que discorre pel sud del municipi abans de formar el riu Despeñaperros en unir-se amb un altre rierol en Venta de Cárdenas. La vegetació de boscos secs és dominada per pi, alzina, surera i estepa. El poble s'alça en una zona més plana a 808 metres sobre el nivell de la mar.
Es troba totalment rodejat pel municipi de Viso del Marqués.
| Nord-est: Viso del Marqués | Nord: Viso del Marqués                 | Nord-est: Viso del Marqués |
| Oest: Viso del Marqués     | vínculo=Imatge:Rosa_de_los_vientos.svg | Est: Viso del Marqués      |
| Sud-oest: Viso del Marqués | Sud: Viso del Marqués                  | Sud-est: Viso del Marqués  |

## Història

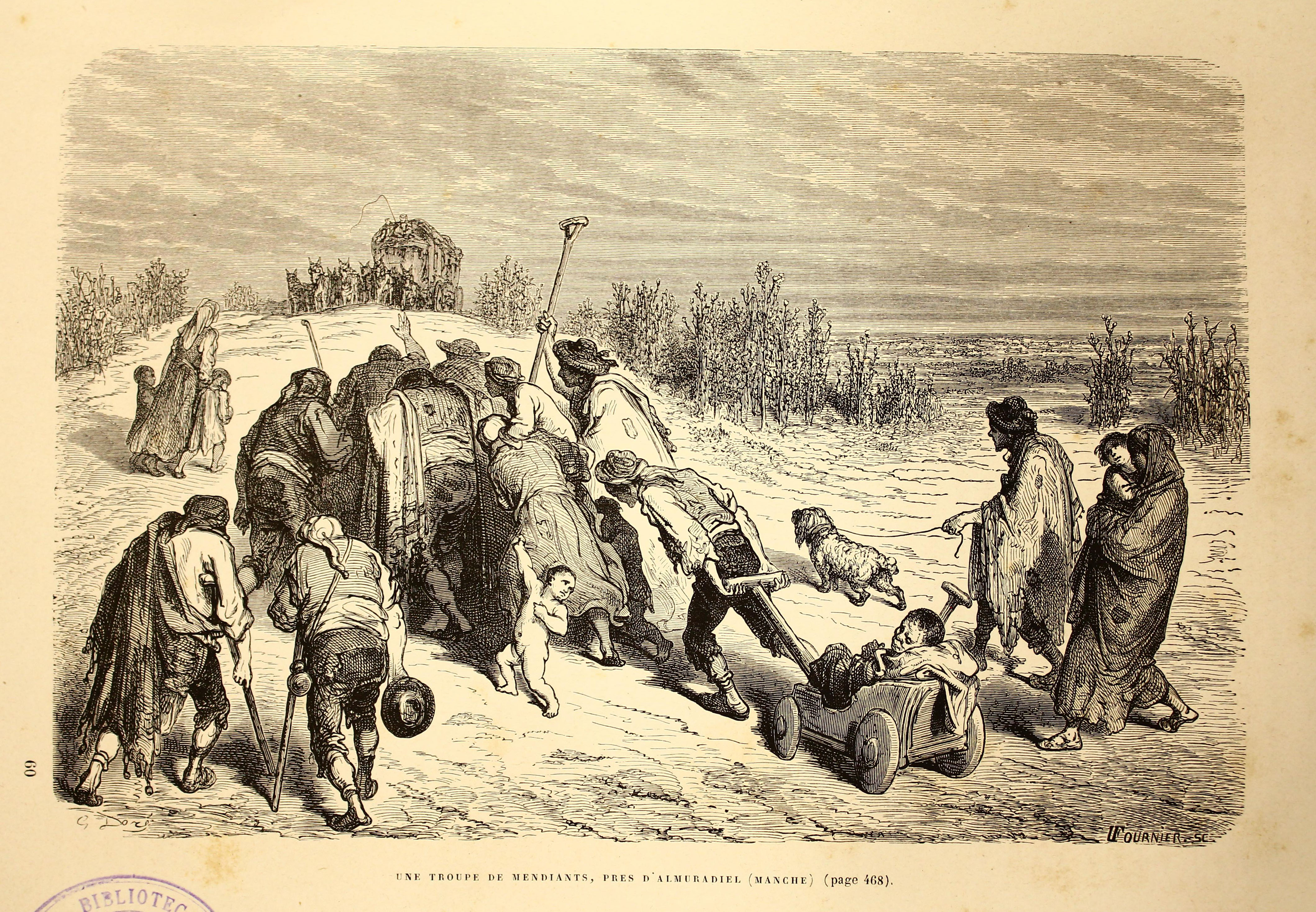
Un grup de captaires prop d'Almuradiel, dibuix de Gustave Doré a L Espagne(1874)

Hi ha vestigis de jaciments d'època romana sense estudiar.
L’any 1780, va ser incorporada a la corona pel rei Carles III. La població es va crear per les colonitzacions de lesnoves poblacions ] de la Sierra Morena al segle xviii.
El seu nom és d'origen àrab, significant el mateix que El Muradal, equivalent a mur, per trobar-se en l'entrada nord-est d'aquest famós port, el port del Muradal, preàmbul de passar a Despeñaperros, sent una de les dues principals entrades a Andalusia, tant per carretera com per ferrocarril.
La població d'Almuradiel es va fundar l'any 1781, incloent-hi una posada al carrer principal, a la cruïlla de camí ral d'Andalusia i l'antic camí de Granada.
La localitat compta amb una església parroquial, bé d'interès cultural espanyol, amb un gran nombre d'escultures.

## Demografia
El poble ha patit la següent evolució demogràfica:
| Almuradiel |
|            |